# 직례총독
직례총독(直隷総督)은 중국 청나라 지방 장관의 관직이다. 직례성, 하남성, 산동성의 총독으로 관할 지역의 군정과  민정을 모두 통괄했다. 지방 장관으로서 최고위에 해당하며, 총독 중에서도, 특히 수도 북경 근방을 통괄한 직례총독은 우두머리격이었다.
1870년부터는 화북의 외국 무역항 감독도 직례총독의 관할이 되었으며, 직례총독이 북양통상대신을 겸임하게 되었다.

## 연혁
직례총독의 전신은 1648년(순치 5년)에 설치된 직례·산동·하남 삼성총독이었다. 당시 총독부는 직례의 대명부에 설치되었다. 
- 1658년 (순치 15년), 직례총독에서 직례순무로 강등시킨다.
- 1661년 (순치 18년), 직례총독을 부활시킨다. 총독부는 기존의 대명부에 남아 있었다.
- 1669년 (강희 8년), 직례총독이 폐지된다.
- 1723년 (옹정 원년), 직례총독이 재구성된다.
- 1749년 (건륭 14년), 직례총독의 관할에 황하의 관리와 치수가 추가된다.
- 1763년 (건륭 28년), 직례총독이 직례성 순무를 겸임한다.
- 1854년 (함풍 3년), 천진 길이 갈대 소금 (명산 소금 )의 생산을直隷총독의 직할로한다.
- 1870년 (동치 9년), 청나라는 해외 무역항 인 천진 · 영구 · 연대의 3개소에서 통상을 직례총독의 관리 하에 두고 외국과의 직접 협상을 담당시켰다. 외국과의 협상권을 가진 흠차대신으로 북양통상대신의 직책도 겸했다. 이후 직례총독은 일반적 천진에서 보내다가 무역 비수기인 겨울이 되면 보정의 총독부에 돌아오는 생활을 했다.
- 1888년 (광서 14년), 직례총독 하에 공식적으로 북양함대(북양수사)가 발족한다.

## 참고자료
- 《청사고》, 116권, 91지, 직관3 : 외관